# 云貴川湖廣總制
雲貴川湖廣總制，為明朝嘉靖七年設立的一個臨時總督職位，其為鎮壓雲南土官起事而設。

## 概述
- 嘉靖七年三月設置，轄區包括雲南、貴州、四川、湖廣等地，由伍文定擔任兵部尚書兼右都御史，擔任此職位[1]。
- 同年起事平定，后撤銷。